# Kurt Wagenführ
Kurt Hans Fritz Wagenführ (* 13. Februar 1903 in Schönebeck (Elbe); † 5. April 1987 in Gauting, Obb.) war ein deutscher Medienjournalist sowie Gründer und erster Leiter des „Instituts für Rundfunkkunde und Fernsehrundfunk“.

## Leben
Nach dem Abitur in Magdeburg schloss er zunächst eine Banklehre ab und studierte dann Jura in Halle und Leipzig. 1925 promovierte er zum Thema Verwechslungsfähigkeit von Warenzeichen zum Dr. jur. Er volontierte bei der Deutschen Allgemeinen Zeitung in Berlin, für die er bis 1928 tätig war und arbeitete bis 1930 im Berliner Büro der Hamburger Nachrichten. Seit März 1930 leitete Wagenführ die Pressestelle der „Deutsche Welle GmbH“ Berlin. Nach der Machtübernahme der Nationalsozialisten wurde er entlassen, so dass er ab 1933 als freier Journalist für Tageszeitungen und Programmzeitschriften vor allem über die damals neuen Medien Radio und Fernsehen schrieb. 1936 gründete er die monatliche Zeitschrift Weltrundfunk (1936–45), deren Leiter er auch war. Unter seiner Leitung wurde 1941 das Institut für Rundfunkkunde und Fernsehrundfunk an der Universität Berlin errichtet, das vom Reichsministerium für Volksaufklärung und Propaganda finanziell unterstützt wurde. Einer seiner Schüler dort war Gerhard Eckert.
Da Wagenführ im April 1945 noch einberufen wurde, war er kurz in Kriegsgefangenschaft. 1946 wurde er Leiter der Pressestelle des NWDR in Hamburg. Die britischen Kontrolloffiziere hielten ihn jedoch nicht nur für einen Mitläufer des Nationalsozialismus, so dass Wagenführ Mitte 1947 wieder entlassen wurde. Wagenführ war weiterhin an der Entwicklung des neuen Mediums Fernsehens interessiert, so dass er nicht nur die Fachzeitschriften Rundfunk und Fernsehen (1948) und Fernsehen (1953) gründete, sondern sich auch entscheidend an der Gründung des Hans-Bredow-Instituts für Medienforschung in Hamburg beteiligte. Gleichzeitig arbeitete er als Lehrbeauftragter für Rundfunk und Fernsehen an den Universitäten Hamburg und Münster. Von 1962 bis zu seiner Pensionierung 1969 leitete er die Pressestelle des Deutschlandfunks in Köln. Noch bis zu seinem Tod schrieb Wagenführ als freier Journalist vor allem zu Medienthemen.

## Preise und Auszeichnungen
- 1969 Josef-Drexel-Preis
- 1973 Adolf-Grimme-Preis
- 1978 Hans-Bredow-Medaille
- Bundesverdienstkreuz am Bande